# Jean François AWeng
Jean François AWeng, né à Saverne (Bas-Rhin) le 1er février 1818, et mort à Aillevillers (Haute-Saône) le 9 février 1885, est un ingénieur mécanicien en chef en inexplosibles français.

## Biographie
Il est le fils de Jean-Rodolphe (IV) AWeng, olim (auparavant) à Wengen, imprimeur et de sa première épouse Caroline dite Charlotte Charon, olim (auparavant) Wagner.
Il entre, en 1846, au service de la maison de Wendel, devenant directeur successivement d’Hayange (Moselle), Moyeuvre (Moselle) (1er janvier 1854) et Stiring-Wendel (Moselle) (mai 1867).
Il est nommé maire de Moyeuvre le 4 mai 1857 puis, par décret impérial du 21 mars 1868, maire de Stiring-Wendel.
En 1870, Frantz AWeng prononce l’oraison funèbre de Charles de Wendel, mort le 15 avril.
Fait prisonnier par les Prussiens le 6 août 1870 lors de la bataille de Spicheren dite de Forbach, il reçoit la croix de chevalier de la Légion d’honneur par décret du 15 octobre 1871.
Le 1er juillet 1877, Frantz quitte la maison de Wendel, alors en Lorraine annexée, pour diriger les forges de la famille de Buyer à La Chaudeau commune d’Aillevillers (Haute-Saône), en France.
En octobre 1883, pour la célébration du trentenaire de la fondation de la ville de Stiring-Wendel par les familles de Wendel et de Gargan, Frantz prononce son dernier discours.
Il est inhumé dans le cimetière communal d’Aillevillers et ses restes seront exhumés le 31 décembre 1982 par son arrière-arrière-petit-fils François-Louis a’Weng et transférés dans le caveau de la chapelle de Notre-Dame du Lavot à Fournets-Luisans (Doubs).

## Famille
Arrière-petit-fils du peintre bâlois Johann Rudolf (II) à WENGEN (1704-1772), il épouse en premières noces à Nantes (Loire-Atlantique) le 11 novembre 1839, Françoise Uranie Elisa dite Eugénie FAVRE (de THIERRENS), née à Nantes (Loire-Atlantique) le 15 février 1816, morte à Metz (Moselle) le 11 juin 1843, fille de Pierre David FAVRE (de THIERRENS) négociant et consul de Suisse, et de Françoise Cécile GORGERAT.
Il se remarie à Strasbourg (Bas-Rhin) le 15 septembre 1845 avec Antoinette Charlotte Stéphanie KOLB, née à Colmar (Haut-Rhin) le 11 septembre 1820, morte à Dijon (Côte-d’Or) le 27 juin 1905, fille d’Étienne KOLB, chef de bataillon, officier de la Légion d’honneur, et de Marie Marguerite Antoinette HOFFKIRCH.
Du premier lit :
1) Eugène (Ier) François AWENG (1840-1913), directeur des forges de Stiring-Wendel et maire de Stiring-Wendel de 1882 à 1892, auteur des sous-rameaux lorrains.
Du second lit :
2) François-Joseph AWENG (1852-1893), auteur du sous-rameau comtois.
Frantz AWeng est l’arrière-grand-père de François a’Weng (1920-1961), Français libre et haut fonctionnaire de la Cour des comptes.